# Отава
О́тава (чеш. Otava) — река в Чехии, левый приток средней Влтавы, протекает по территории Пльзеньского и Южночешского краёв на юго-западе страны.
Длина реки — 113 км, площадь водосборного бассейна — 3788 км². Средний расход воды в устье — 26 м³/с.
Отава начинается от слияния рек Кршемельна и Видра на высоте 627 м над уровнем моря в 1,2 км юго-западнее населённого пункта Свойше. Сначала течёт преимущественно на север, потом на северо-восток, от Гораждёвице преобладающим направлением течения становится юго-восток, около Страконице смещается на восток, в низовье течёт в основном на северо-восток. Впадает в водохранилище Орлик на высоте 346 м над уровнем моря у Звикова.
Одним из основных притоков Отавы является река Волинька.
Каменный мост XIII века через Отаву в городе Писек — старейший сохранившийся до наших дней каменный мост в Чехии.